# Zeuxine viridiflora
Zeuxine viridiflora är en orkidéart som först beskrevs av Johannes Jacobus Smith, och fick sitt nu gällande namn av Rudolf Schlechter. Zeuxine viridiflora ingår i släktet Zeuxine och familjen orkidéer.

## Underarter
Arten delas in i följande underarter:
- Z. v. latifolia
- Z. v. viridiflora